# Стыд или слава
«Стыд или слава» — совместный студийный альбом рэп-исполнителей Saluki и 104, выпущенный 30 апреля 2021 года на лейбле Warner Music Russia. Альбом включает в себя 12 композиций и гостевые участия от таких музыкантов, как ANIKV, OSA, OG Buda, Mayot, Кисло-Сладкий & Bonah, Andy Panda и других.
Выходу альбома предшествовал релиз его композиций в качестве синглов: «Лавэ» при участии ANIKV и Билика и «XXX», гостем которой выступил J. Rouh.

## История
По данным сайта «Афиша Daily», анонс «Стыда или славы» состоялся весной 2020 года, а осенью Saluki и 104 официально подтвердили свои намерения по выпуску совместного альбома.
Первым синглом, выпущенным 2 апреля 2021 года в поддержку «Стыда или славы», стал трек «Лавэ», в записи которого приняли участие ANIKV и Билик. В «Лавэ» артисты обращаются к девушкам, кто от своих парней нуждается исключительно в деньгах, и утверждают, что не собираются с такими связываться.
16 апреля 2021 года ознаменовалось релизом второго и заключительного сингла альбома — «XXX», а также открытием предзаказа «Стыда или славы». 8 августа того же года было выпущено музыкальное видео для этого трека.
К 13 мая 2021 года альбом возглавил чарт Apple Music, продержавшись на первой строчке до 17 мая.

## Отзывы
Ульяна Ивахненко, корреспондент веб-сайта SRSLY, заявила, что в большинстве своём аранжировка песен исполнена в стиле хип-хопа, заметив и присутствие лирики в альбоме: 
«Ангела» она назвала самым лиричным треком среди фитов благодаря вокалу Andy Panda. Среди самостоятельных же песен Ульяна выделила «S2».
Руслан Тихонов из интернет-издания «ТНТ Music», обозревая трек «Joot’», заявил: «„Жуть, а не хоррор“, ― читает 104 и проходится по бездарям-конкурентам, мнящим себя Кобейнами. Примерно в таком дисс-ключе и строится вся совместная пластинка с Saluki „Стыд или слава“, что находит серьёзный отклик у слушателей». Ульяна Пирогова, ещё один обозреватель того же издания, подметила разноплановость «Стыда или славы» как в продакшен-составляющей, так и в списке гостевых исполнителей.
Хип-хоп-портал The Flow поместил альбом на 24 строчку «Топ-50 отечественных альбомов 2021».

## Список композиций
| №                   | Название                                                      | Длительность |
| ------------------- | ------------------------------------------------------------- | ------------ |
| 1.                  | «Intro»                                                       | 1:57         |
| 2.                  | «Full Time»                                                   | 2:25         |
| 3.                  | «XXX» (при участии J. Rouh)                                   | 4:02         |
| 4.                  | «Лавэ» (при участии ANIKV и Билика)                           | 2:55         |
| 5.                  | «S1» (при участии Рамша)                                      | 1:49         |
| 6.                  | «Доски» (при участии OSA)                                     | 2:48         |
| 7.                  | «Kelin» (при участии OG Buda, Mayot и Кисло-Сладкого & Bonah) | 4:21         |
| 8.                  | «Диско Бол»                                                   | 3:45         |
| 9.                  | «Joot'»                                                       | 2:13         |
| 10.                 | «S2»                                                          | 1:05         |
| 11.                 | «Ангел» (при участии Andy Panda)                              | 3:53         |
| 12.                 | «Outro»                                                       | 1:41         |
| Общая длительность: | Общая длительность:                                           | 33:24        |

Комментарии
- Названия всех песен стилизованы под маюскул.